# ویتزولو پردابیسی
ویتزولو پردابیسی (به ایتالیایی: Vizzolo Predabissi) یک کومونه در ایتالیا است که در استان میلان واقع شده‌است. ویتزولو پردابیسی ۵٫۷ کیلومتر مربع مساحت و ۴٬۰۴۴ نفر جمعیت دارد و ۹۰ متر بالاتر از سطح دریا واقع شده‌است.